# Cureten (stam)
De Cureten (Oudgrieks: Κουρῆτες / Kourễtes) waren in de Griekse mythologie een Aetolische stam, die volgens de legende van de Calydonische jacht met de inwoners van Calydon in strijd geraakte en door Meleagros overwonnen werd.

## Antieke bronnen
- Homeros, Ilias IX 529 ff.
- Strabo, Geographika 462, 26. (?)